# Seignanx

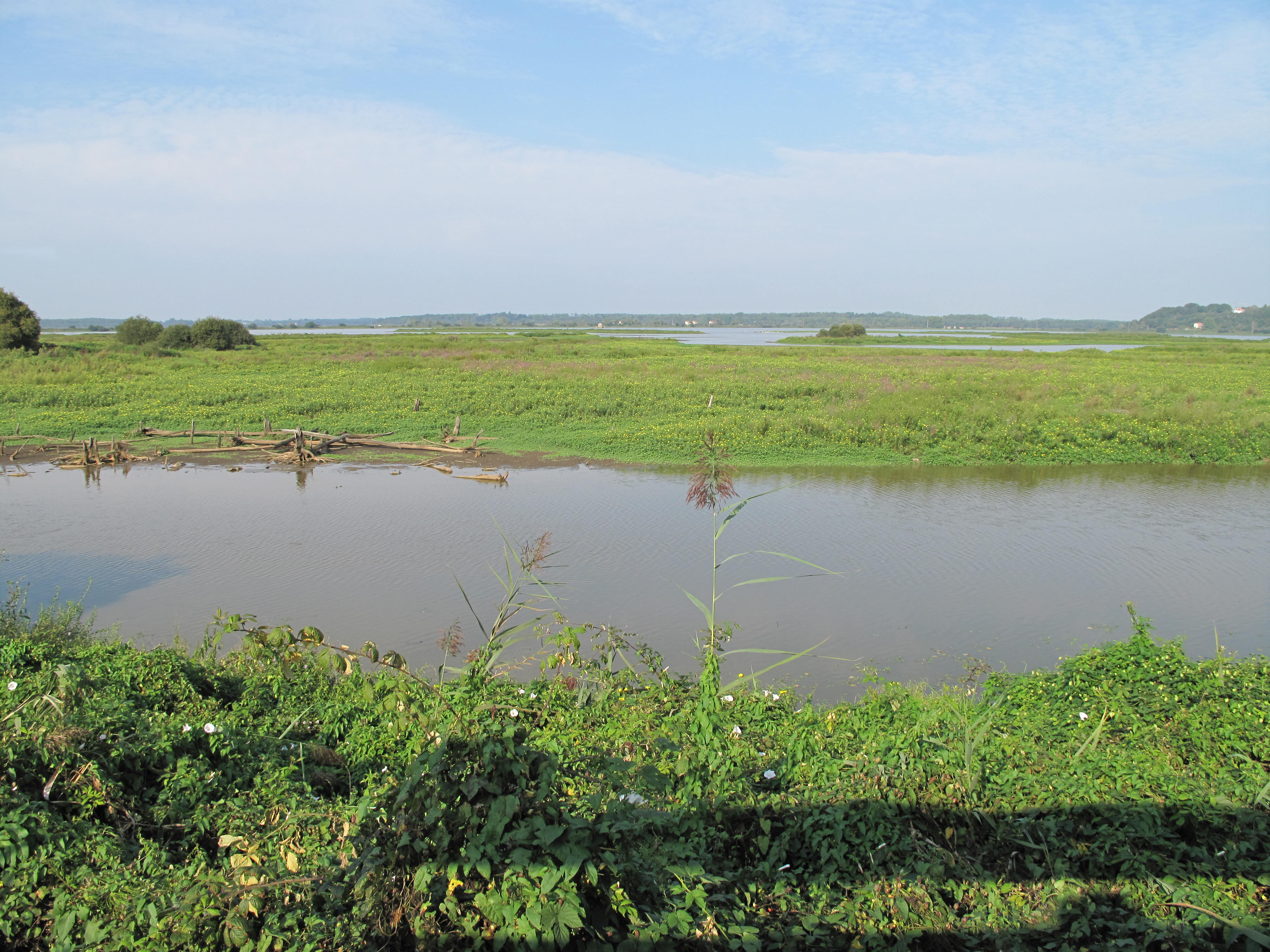
Vue du marais d'Orx, partiellement situé dans le Seignanx historique.

Le Seignanx [sɛɲɑ̃] est une ancienne baronnie du sud ouest de la France. Cette appellation désigne aujourd'hui un des pays de l'Adour landais, dans le département des Landes, couvrant le territoire des communes de Tarnos, Ondres, Saint-Martin-de-Seignanx, Saint-André-de-Seignanx, Saint-Laurent-de-Gosse, Saint-Barthélemy, Biaudos et Biarrotte.

## Toponymie
Le nom en gascon est Senhans. Il semblerait que le radical seign signifie marais en gascon (sanha en gascon), radical auquel est adjoint le suffixe locatif anx. Il nous faut préciser que si le Pays du Seignanx semble avoir été hors-eaux depuis très longtemps, il faisait face à l'ancien delta marécageux de l'Adour et au marais d'Orx, assèché partiellement en 1864. Ernest Nègre expose des variantes d'écriture de « Seignanx » : Seyngans en 1242 ou Seignians en 1253. Surtout, il émet l'hypothèse que l'origine de « Seignanx » est un nom propre en latin, Sinnianus ou Sinnius faisant référence à Sinnius Capiton, grammairien romain du IIe siècle av. J.-C. Jean-Pierre Bost suggère de son côté, une hypothèse en lien avec la tribu des Cocosates appelée sexsignani par les Romains, terme qui aurait évolué en signani.

## Géographie

### Localisation
Le Seignanx se situe au sud de la côte landaise, juste au nord du pays basque. Il est centré sur les croupes surplombant les anciens marais d'Orx, asséchés en 1864. 
Le Seignanx est bordé par :
- le Maremne au nord ;
- le pays de Gosse et les barthes de l'Adour au sud / sud-est ;
- le Pays basque (Labourd) au sud ;
- l'océan Atlantique à l'ouest.

## Histoire

### Moyen Âge
Il semble avéré que la famille de Saint-Martin ait obtenu la dîme de la paroisse du « Pays de Seignanx » en 745 par décision du pape Grégoire III ; cela constitue d'ailleurs une hypothèse sur l'origine du toponyme selon Léon Lafourcade. Aux XIIe siècle et XIIIe siècle, la famille Saint-Martin semble dépossédée de ses dépendances lors de l'occupation anglaise, en punition de l’allégeance de la famille au roi de France ; toutefois, la famille retrouve la possession de ce territoire après l'occupation anglaise. Durant celle-ci la région semble avoir été sous la tutelle de la Maison d'Albret. Il faut remonter jusqu'en 1605 pour trouver une trace d'un descendant de la famille de Saint-Martin et occupant effectivement le château de Saint-Martin : il s'agit de Bertrand de Saint-Martin, seigneur du Pays de Seignanx mais également Vicomte de Biscarrosse et Baron de Capbreton.

### Aujourd’hui
La communauté de communes du Seignanx regroupe aujourd'hui huit communes landaises : Biarrotte, Biaudos, Ondres, Saint-André-de-Seignanx, Saint-Barthélemy, Saint-Laurent-de-Gosse, Saint-Martin-de-Seignanx et Tarnos.